# 강콤팩트 기수
집합론에서 강콤팩트 기수(强compact基數, 영어: strongly compact cardinal)는 티호노프 정리와 유사한 성질을 만족시키는 무한 기수이다. 큰 기수의 하나이다.

## 정의
기수 {\displaystyle \kappa }에 대하여, 위상 공간 {\displaystyle X}가 다음 성질을 만족시키면, {\displaystyle X}가 {\displaystyle \kappa }-콤팩트하다고 한다.
- {\displaystyle X}의 모든 열린 덮개는 크기가 {\displaystyle \kappa } 미만인 부분 덮개를 갖는다.

일반적인 콤팩트 공간의 개념은 {\displaystyle \aleph _{0}}-콤팩트 공간이다.
두 무한 기수 {\displaystyle \kappa ,\lambda }가 주어졌을 때, 무한 논리 {\displaystyle L_{\kappa ,\lambda }}는 {\displaystyle \kappa }개 미만의 항들의 논리합·논리곱과 {\displaystyle \lambda }개 미만의 변수들에 대한 한정 기호 ∀및  ∃를 적용할 수 있는 논리이다.
무한 기수 {\displaystyle \kappa }에 대하여, 다음 세 조건이 서로 동치이며, 이를 만족시키는 무한 기수를 강콤팩트 기수라고 한다.
- 임의의 개수의 {\displaystyle \kappa }-콤팩트 하우스도르프 공간들의 곱공간은 {\displaystyle \kappa }-콤팩트 하우스도르프 공간이다.[1]
- 임의의 집합 위의 {\displaystyle \kappa }-완비 필터는 {\displaystyle \kappa }-완비 극대 필터의 부분 필터이다.[2]:37
- 무한 논리 {\displaystyle L_{\kappa ,\kappa }}는 콤팩트성 정리를 만족시킨다.[2]:36–37 즉, 임의의 명제들의 집합 {\displaystyle {\mathcal {T}}\subset L_{\kappa ,\kappa }}에 대하여, 다음 두 조건이 서로 동치이다.
  - {\displaystyle M\models {\mathcal {T}}}인 구조 {\displaystyle M}이 존재한다.
  - 크기가 {\displaystyle \kappa } 미만인 임의의 부분집합 {\displaystyle {\mathcal {S}}\subset {\mathcal {T}}}에 대하여, {\displaystyle M\models {\mathcal {S}}}인 구조 {\displaystyle M_{\mathcal {S}}}가 존재한다.

## 성질
모든 비가산 강콤팩트 기수는 가측 기수이다.:38 (가측 기수는 정의에 따라 비가산 기수이므로, {\displaystyle \aleph _{0}}는 강콤팩트 기수이지만 가측 기수가 아니다.) 모든 초콤팩트 기수는 강콤팩트 기수이다.

## 예
선택 공리를 가정하면, 티호노프 정리에 따라서, {\displaystyle \aleph _{0}}은 강콤팩트 기수이다. 선택 공리를 추가한 체르멜로-프렝켈 집합론에서는 이 밖의 다른 강콤팩트 기수의 존재를 증명할 수 없다.

## 역사
하워드 제롬 카이슬러(독일어: Howard Jerome Keisler)와 알프레트 타르스키가 도입하였다.